# Schizonycha scabiosa
Schizonycha scabiosa är en skalbaggsart som beskrevs av Louis Albert Péringuey 1904. Schizonycha scabiosa ingår i släktet Schizonycha och familjen Melolonthidae. Inga underarter finns listade i Catalogue of Life.